# 李斗均
李斗均（リ・ドゥギュン、1926年4月2日～2012年8月31日）は、大韓民国の非転向長期囚。

## 生涯
忠清北道忠州郡の貧しい農家で生まれた。
米軍政時期に左翼運動に参加し、20代前半だった1947年3月に朝鮮労働党に入党。 1950年に朝鮮戦争が勃発、パルチザンとしてゲリラ戦を繰り広げたが、戦争期間中の1952年4月に逮捕された。
その後、転向せず、非転向長期囚となって収監生活を送った。一度刑期を終えて出所したが、社会安全法が制定され、 1975年に再収監された。 1989年に社会安全法の廃止をきっかけに再出所し、総服役期間は約31年におよんだ。
出所してソウル特別市東大門区の京東市場で、他の出所長期囚とともに監獄で学んだ漢方知識を利用した漢方薬店（湯剤院）を運営しながら生計を立てた。 
2000年6・15南北共同宣言に基づき、北朝鮮に送還され、祖国統一賞を受けた。
送還対象の非転向長期囚は62人だったが、李斗均の送還意思が最後に確認され、63人となった。 
2004年には「労働新聞」に「朝鮮労働党の偉大性を声高らかに誇る（조선로동당의 위대성을 소리높이 자랑한다）」を発表し、朝鮮労働党と金正日に向けた支持を表明した。党創建59周年を祝う詩「私の母よ（나의 어머니이시여）」を発表した。 

## 参考資料
- “비전향장기수 리두균의 수기 《조선로동당의 위대성을 소리높이 자랑한다》”. 조선중앙통신. (2004年4月18日)

1. ↑  조성곤 (1999-05-20). “장기수에서 생활인으로”. 한겨레21 (제258호).
2. ↑  “비전향 63명 내달 2일 북송”. 문화일보 (연합뉴스 인용). (2000年8月22日) 2008年8月29日閲覧。
3. ↑  “북송 장기수, 黨창건 59주년 축하시 발표”. 조선일보 (연합뉴스 인용). (2004年12月6日).  オリジナルの2006年1月8日時点におけるアーカイブ。 2008年8月29日閲覧。